# H et Hh ex-Wurtemberg
Les locomotives à vapeur des séries H et Hh sont des machines construites pour les Chemins de fer d'État royaux wurtembergeois (de) (KWStE), entre 1905 et 1920. Ces locomotives étaient du type 050.

## Genèse
La nomenclature de ce réseau précise que la lettre « H » désigne des machines plus particulièrement affectées aux services marchandises, le « h » (pour Heißdampflokomotive) permet de désigner les machines équipées de la surchauffe. Huit locomotives de la série H ont été construites entre 1905 et 1909 ; la série Hh compta vingt-six machines construites entre 1909 et 1920.

## Description
Si le type de moteur était différent, créant en fait 2 séries bien distinctes, extérieurement elles étaient fort semblables. C'étaient des machines à deux cylindres avec une distribution du type « Walschaert ». Le foyer était du type « Crampton » à grille étroite et l'échappement fixe. La chaudière disposait de 2 dômes reliés par un tuyau extérieur.

## Utilisation et services
À l'issue de la Première Guerre mondiale, quelques machines de ces deux séries ont été attribuées à des compagnies ferroviaires françaises par le biais des prestations d'armistice :
- une locomotive série H et quatre Hh pour la Compagnie des chemins de fer de l'Est
- une locomotive série Hh au Réseau ferroviaire d'Alsace-Lorraine
- et trois locomotives série H à la Compagnie des chemins de fer de l'État.

La Deutsche Reichsbahn (DRG) prit en charge à sa création en 1924 quatre machines du type H qu'elle immatricula 57.301 à 304 et qu'elle équipa également de la surchauffe et dix-sept machines du type Hh qu'elle immatricula 57.401 à 417. Les dernières machines de ce type furent réformées en Allemagne en 1935.

## Les locomotives type H et Hh en France

### Série 12 n°5005 et série 12s n° 5006 à 5009 (EST)
La machine de type H attribuée à la Compagnie des chemins de fer de l'Est a été construite par la société Maschinenfabrik Esslingen en 1905, avec pour numéro d'origine 814. Les machines de type Hh, si elles furent construites par la même société, datent de 1909 et 1913, avec pour numéros d'origine 820 à 825.
Contrairement à leur sœur du Réseau ferroviaire d'Alsace-Lorraine elles furent immatriculées par la SNCF en 1938, sauf la 5010, et devinrent les 1-050 A 5 et 6 à 9.
Affectées aux dépôts de : Lumes, Belfort, Conflans, Audun-le-Roman et Longwy elles y firent un honnête service marchandise en tête de trains lourds. Malheureusement avec une vitesse trop faible et un nombre réduit elles ne survécurent pas longtemps à la création de la SNCF, la 1-050 A 5 étant radiée dès le 24 mars 1939 et les 1-050 A 6 à 9 l'étant entre 1939 et 1950.

### G10 5436 (AL)
Assez bizarrement, une machine de la série Hh, la Hh 835, a été attribuée à l'AL en 1919. Elle avait été construite en 1914 également par la société Maschinenfabrik Esslingen. Elle porte l'immatriculation 5436 s'insérant ainsi au milieu des G10 de type prussien entre les machines d'origine de l'ancien réseau d'Alsace-Lorraine (EL) et les locomotives acquises après 1918. Seule de son espèce, elle ne fit pas une carrière très longue sur ce réseau puisqu'elle a été réformée en 1928 ou 1933 (Divergence des sources).

### 050-901 à 050-903 (ÉTAT)
Ces trois machines effectuèrent presque exclusivement un service de triage à la butte et très occasionnellement la remorque de trains lourds mais sur de faibles parcours. Elles furent affectées aux dépôts de : Chartres, Le Mans, Niort et Château-du-Loir. Leur radiation intervient avant 1938.

## Tender
Les tenders qui leur étaient affectés étaient à 3 essieux et contenaient 15 m3 d'eau et 5 t de charbon. Ils avaient la particularité d'avoir des longerons doubles. Les tenders de la Compagnie des chemins de fer de l'Est furent immatriculés 5005 à 5010 puis ils devinrent les 1-15 A 5 à 10 sous la SNCF

## Caractéristiques
- Pression de la chaudière : 15 kg/cm2 (série H) et 13 kg/cm2 (série Hh)
- Diamètre des cylindres :
  - série H : cylindre HP : 565 mm et cylindre BP : 830 mm
  - série Hh : 620 mm
- Diamètre des roues motrices : 1 250 mm
- Masse en ordre de marche : 72,3 t (série H) et 73 t (série Hh)
- Longueur hors tout : 10,814 m (série H) et 10,89 m (série Hh)
- Vitesse maxi en service : 45 km/h